# 碑文谷八幡宮
碑文谷八幡宮（ひもんやはちまんぐう）は、東京都目黒区碑文谷三丁目にある神社（八幡宮）。かつての碑文谷村の鎮守として知られる。

## 由緒
創建年代は不詳であるが、鎌倉時代に源頼朝の家臣、畠山重忠の守護神をその家臣筋で当地に住んでいた宮野左近という人物が祀ったのが始まりであると言われている。現在の社殿は延宝2年（1674年）に造替したものを明治5年（1872年）に再建し、同20年（1887年）に改築したもの。神仏分離令が出るまで、別当寺として近辺にある円融寺の子院である神宮院が置かれていた。
また神社には畠山重忠の家臣榛沢六郎という人物を祀った稲荷社と「碑文谷」の名の起こりともいわれている、碑文石が保存されている。そのほかにも勝海舟直筆の「八幡大神」の額なども保存されている。また、桜の時期になると一の鳥居から二の鳥居までの間が桜の花で溢れ、桜の見所にもなっていることでも知られている。

## 境内社
- 稲荷社

## 碑文石
この碑文石は高さは約75cm、横は最大で約45cm、厚さは約10cmで現在は暗渠化されているが付近を流れていた呑川の川床の石を材料にしている。石には中央に大日如来を示す梵字が、左には勢至菩薩を示す梵字が、右には観音菩薩を示す梵字がそれぞれ刻まれている。室町時代の頃の作と言われているが、その趣旨等は伝わっていない。一説にはこの碑文を彫った石がある里（谷）ということから、当地の地名「碑文谷」が生まれたとも言われている。この碑文石は当時の人々の信仰を知る上での貴重な資料として現在でも境内に祀られている。

## 交通
- 山手線・東急目黒線・南北線・三田線目黒駅よりバス（東急バス　黒01系統）碑文谷八幡前下車すぐ。または東急東横線・都立大学駅より徒歩約15分。
- 東急目黒線・西小山駅より、長い緑道を歩くときれいな桜並木が楽しめる。碑文谷八幡宮まで徒歩約15分。